# Georgette Kokoczynski
Georgette Léontine Roberte Kokoczynski, conocida también como la Mimosa, (Versalles, 16 de agosto de 1907-Perdiguera, 16 de octubre de 1936) fue una enfermera anarquista francesa que murió en el Frente de Aragón en la guerra civil española. 

## Biografía
Nació en Versalles el 16 de agosto de 1907 en una familia de clase media. Su padre era Robert Ango y su madre Léontine Brivadis. Al cumplir los dieciséis años, fue acogida por el poeta André Colomer y su compañera Magdalena, que residían en París. Por ellos conoció el ideario anarquista.
A los dieciocho años se unió al anarquista Fernand Fortin y se hizo miembro del grupo “Éducation sociale”, que había fundado Fortin en Loches, y empezó a intervenir en mítines y en festivales. En 1928, regresó a París, usando el nombre artístico de Mimosa. Allí entró a formar parte de un grupo de teatro  que animaba encuentros y festivales libertarios. También vendía números de La Revue Anarchiste que dirigía su compañero Fortin. En esa época, terminó sus estudios de enfermería.
El 7 de noviembre de 1931 contrajo matrimonio con el periodista socialista francés Mieczysław Kokoczynski, de quien tomó su apellido. Él pertenecía al XIV Sector parisiense de la Sección Francesa de la Internacional Obrera.

### La guerra española
Tras participar en un mitin en París, en septiembre de 1936 marchó a España y se alistó en el Grupo Internacional de la Columna Durruti. Fue destinada al Frente de Aragón, junto a las anarquistas alemanas Augusta Marx y Madeleine Gierth, para ocuparse de la cantina y la enfermería. Georgette Kokoczynski murió el 17 de octubre de 1936 en la batalla de Perdiguera cerca de Zaragoza, junto con otras enfermeras y docenas de voluntarios extranjeros.

## Su diario
Kokoczynski escribió un diario que abarcaba desde su partida de París en septiembre de 1936 hasta su llegada al Frente de Aragón en octubre de 1936. Consta de 45 hojas, incompletas que Fortin copió tras su muerte. Fue descubierto por Édouard Sill en las colecciones del Internationaal Instituut voor Sociale Geschiedenis (IISG) de Ámsterdam bajo el título Journal de ma Campagne en 2006.

## Reconocimientos
- En mayo de 1937, un grupo de la Federación Anarquista Ibérica (FAI) de habla francesa formado en el barrio de Gracia de Barcelona, del que era miembro Fortin, tomó el nombre de Mimosa en honor a Kokoczynski.[3]

- El 19 de julio de 1937, la sindicalista y periodista Lola Iturbe, bajo su pseudónimo de Kyralina, le rindió homenaje en la revista Mujeres Libres.[2]